# Вулиця Куйбишева (Донецьк)

Стара вежа пожежної варти по вулиці Куйбишева

Вулиця Куйбишева — одна з головних вулиць міста Донецька. Розташована між вулицею Артема та вулицею Івана Ткаченка.

## Історія
Вулиця названа на честь радянського партійного і політичного діяча Валеріана Куйбишева.

## Опис
Вулиця Куйбишева знаходиться на території трьох районів Донецька. Починається у Ленінському районі, від вулиці Івана Ткаченка, далі проходить територією Куйбишевського району і завершується в Київському районі вулицею Артема. Простягнулась у південно західному напрямку. Довжина вулиці становить близько дев'яти кілометрів. Забудова вулиці — переважно багатоповерхівки.

## Транспорт
Вулицею курсує багато видів міського транспорту зокрема: автобуси № 32, 35, 37, 38б, 63; трамваї № 3, 4; тролейбус № 14 та деякі мікроавтобуси.